# Laurence Briaud
Laurence Briaud (* 20. Jahrhundert) ist eine französische Filmeditorin.
Laurence Briaud ist seit Anfang der 1990er Jahre als Filmeditorin tätig, dabei die ersten Jahre noch als Schnitt-Assistentin. Seit 2003 ist sie Stamm-Editorin des Regisseurs Arnaud Desplechin. Insgesamt schnitt sie mehr als 25 Filme. 2009, 2012 und 2016 wurde sie für den César für den Besten Schnitt nominiert.

## Filmografie (Auswahl)
- 1996: Ich und meine Liebe (Comment je me suis disputé … (ma vie sexuelle))
- 2003: Ich, Caesar. 10 ½ Jahre alt, 1,39 Meter groß (Moi César, 10 ans 1/2, 1m39)
- 2004: Das Leben ist seltsam (Rois et reine)
- 2008: Ein Weihnachtsmärchen (Un conte de Noël)
- 2009: Yuki & Nina
- 2010: I’m Not a F**king Princess (My Little Princess)
- 2011: Der Aufsteiger (L’exercice de l’état)
- 2012: Ouf
- 2013: Jimmy P. – Psychotherapie eines Indianers (Jimmy P. (Psychothérapie d’un Indien des plaines))
- 2014: Les jours venus
- 2015: Trois souvenirs de ma jeunesse
- 2016: Die Welt sehen (Voir du pays)
- 2018: Ein Volk und sein König (Un peuple et son roi)
- 2019: Dann schlaf auch du (Chanson douce)
- 2021: Tromperie
- 2022: Bruder und Schwester (Frère et sœur)
- 2023: Suddenly – Überleben im Eis (Soudain seuls)
- 2024: Spectateurs!